# 普通高等学校
普通高等学校指中國大陆按照國家规定的设置标准和审批程序批准举办的，通过全国普通高等学校统一招生考试，招收高中毕业生为主要培养对象，实施高等教育的全日制大学、独立设置的学院和高等专科学校、高等职业学校和其他机构。其中大学、独立设置的学院主要实施本科层次以上教育；高等专科学校、高等职业学校实施专科层次教育；其他机构是承担中華人民共和國的国家普通招生计划任务不计校数的机构。包括普通高等学校分校和批准筹建的普通高等学校等。